# Krize v Perském zálivu 2019–2020
Krize v Perském zálivu 2019–2020 vznikla z důvodu vzrůstajícího napětí mezi Spojenými státy a Íránem. Vyostřila se po útoku letectva Spojených států na skupinu osob poblíž Mezinárodního letiště Bagdád, který proběhl 3. ledna 2020, a to raketami odpálenými z bezpilotního letounu. Byla tím způsobena smrt deseti osob, včetně Kásima Sulejmáního, íránského generálmajora a velitele jednotek Quds (součásti Íránských revolučních gard). Mezi oběťmi byli dále zástupce velitele iráckých Lidových mobilizačních sil Abú Mahdí al-Muhandis, čtyři vyšší íránští důstojníci a čtyři iráčtí důstojníci. Íránci, kteří byli mezi oběťmi, předtím přiletěli do Bagdádu ze Sýrie.
K útoku došlo poté, co Spojené státy v roce 2018 odstoupily od jaderné dohody s Íránem. 27. prosince 2019 proběhl útok nespecifikovaných povstalců na leteckou základnu K-1 v Iráku, která hostí irácký a americký personál. Spojené státy odpověděly zahájením náletů, které vedly ke smrti 25 militantů ze skupiny Kata'ibu Hizballáhu podporované Íránem. O několik dní později šíitské milice v Iráku a jejich příznivci odvětili napadením amerického velvyslanectví v takzvané Zelené zóně v Bagdádu.
Zabití Kásima Sulejmáního eskalovalo napětí mezi USA a Íránem a vyvolalo obavy z většího válečného konfliktu. Íránští vůdci se zavázali pomstít se Spojeným státům, zatímco američtí představitelé prohlásili, že by preventivně zaútočili na Íránem podporované polovojenské skupiny v Iráku, které považují za hrozbu.
Zástupci Kanady, Číny, Francie, Německa, Indie, Pákistánu, Ruska a Spojeného království vyzvali obě strany zúčastněné na krizi k zdrženlivosti a diplomatickému řešení.

## Události týkající se regionu před rokem 2019
Spojené státy zasáhly v Iráku v roce 2014 jako součást operace Inherent Resolve (OIR). Mise byla vedená Spojenými státy za účelem výcviku Iráckých ozbrojených sil a boje proti islámskému státu v Levantě (ISIL). ISIL byl z Iráku v roce 2017 do značné míry vytlačen během irácké občanské války, a to za pomoci převážně íránských šiitských milic – lidových mobilizačních sil podporovaných Spojenými státy. Milice nejsou součástí pravidelné armády, proto se necítí vázány mezinárodními smlouvami a dohodami.
Napětí mezi Íránem a Spojenými státy vzrostlo v roce 2018 poté, co prezident Spojených států Donald Trump jednostranně odstoupil od jaderné dohody z roku 2015 a znovu uložil sankce vůči Íránu což vážně ovlivnilo íránskou ekonomiku. Tento čin byl součástí americké strategie uplatňování “maximálního tlaku" proti Íránu, pro vynucení změny režimu v Teheránu.

## Události v prosinci 2019
27. prosince 2019 byla letecká základna K-1 v guvernorátu Kirkúk v Iráku (jedna z mnoha iráckých vojenských základen, které jsou hostiteli operace Inherent Resolve Coalition) napadena více než 30 raketami, které zabily civilního dodavatele Spojených států a zranily čtyři americké příslušníky a dva příslušníky irácké bezpečnostní síly. Spojené státy z útoku obvinily Íránem podporovanou milici Kata'ib Hizballáh. Kromě toho vyšší úředník Spojených států, který hovořil s reportéry pod podmínkou anonymity, uvedl, že během dvou měsíců před incidentem dne 27. prosince došlo k jiným útokům na irácké základny, které hostily personál OIR, z nichž mnohé Spojené státy také připisovaly skupině Kata'ib Hizballáh. 29. prosince 2019 zabil odvetný americký letecký útok na velitelství skupiny Kata'ib Hizballáhu 25 členů milice.
31. prosince 2019, po pohřbu milicionářů ze skupiny Kata'ib Hizballáh, obklíčily desítky příslušníků irácké šíitské milice a jejich příznivci velké a chráněné velvyslanectví USA v Bagdádu. Několik desítek demonstrantů se dokonce probilo hlavními dveřmi kontrolního bodu, zapálili recepci, vztyčili vlajky Lidových mobilizačních sil, na místě zanechali protiamerické plakáty a nastříkali protiamerické graffiti. Americký prezident Donald Trump obvinil Írán ze zorganizování útoku na velvyslanectví a dodal, že země je považována za „plně odpovědnou“ za tento útok. Íránské ministerstvo zahraničí popřelo, že jsou za protesty zodpovědní.

## Útok na generálmajora Sulejmáního

### Předchozí hrozby proti Sulejmánímu
Bývalí američtí prezidenti George W. Bush a Barack Obama v době své vlády zvažovali, ale odmítli zacílení na Kásima Sulejmáního, protože se obávali, že by to mohlo vést k rozsáhlému válečnému konfliktu s Íránem. Vysloužilý důstojník CIA Marc Polymeropoulos v rozhovoru pro New York Times řekl, že Sulejmání, na rozdíl od jiných protivníků zabitých Spojenými státy, se po celou dobu svého působení v Sýrii a Iráku cítil „pohodlně“ v otevřeném prostoru a ani nebylo těžké ho najít.
V září 2015 se rozhlasový moderátor Hugh Hewitt zeptal Donalda Trumpa na Sulejmáního. Poté, co ho zpočátku zaměnil s kurdským vůdcem, tvrdil, že vůdci jako Sulejmání budou za jeho vlády mrtví.
V roce 2015 bylo oznámeno, že Izrael byl „na pokraji“ atentátu na Sulejmáního na syrské půdě, avšak Spojené státy během jednání Obamovy administrativy o společném komplexním akčním plánu tuto operaci zmařily tím, že ji odhalily íránským představitelům.
25. srpna 2019 izraelský ministr zahraničí Jisra'el Kac uvedl, že „Izrael jedná a udeří do hlavy íránského hada a vytrhne mu zuby. Írán je hlavou hada a Qassem Soleimani, velitel Revoluční gardy Quds Force, je hadovými zuby.“ V říjnu 2019 Hossein Taeb, šéf zpravodajské organizace Islámské revoluční gardy, sdělil tisku, že jeho agentura zatkla nespecifikovaný počet lidí, kteří se údajně zúčastnili spiknutí izraelských a arabských tajných služeb k atentátu na Sulejmáního. Řekl, že plánovali „koupit nemovitost sousedící s hrobem Sulejmáního otce a vybavit jej výbušninami, aby zabili velitele“. Dodal, že způsob atentátu by byl součástí vnitřního íránského mocenského boje o „zahájení náboženské války uvnitř Íránu“. Josi Kohen, šéf izraelské zahraniční zpravodajské agentury Mossad, v reakci na to v říjnu 2019 uvedl, že „Sulejmání ví, že atentát na něj není nemožný“.

### Raketový útok na Sulejmáního bezpilotním letounem
Podle nejmenovaného vyššího amerického úředníka byl po bombovém útoku na Kata'ib Hizballáh koncem prosince 2019 svolán bezpečnostní briefing v americkém letovisku Mar-a-Lago prezidenta Donalda Trumpa, kde Trump a jeho poradci, včetně ministra zahraničí Mikea Pompeo, ministra obrany Marka Espera a šéfa spojených generálních štábů USA Marka Milleye diskutovali o tom, jak reagovat na roli Íránu při pořádání protiamerických útoků v Iráku. Údajně bylo cílené zabití íránského generála Kásima Sulejmáního, kterého američtí úředníci považovali za zprostředkovatele útoků na americký personál v Iráku, jednou z mnoha možností, jak by Trump mohl reagovat. Trump zvolil možnost zaútočit na Sulejmáního, údajně k překvapení jeho týmu. Prezidentův rozkaz přiměl CIA a další americké zpravodajské agentury, které roky sledovaly Sulejmáního místo pobytu, aby ho lokalizovaly při letu z Damašku do Bagdádu.
Kásim Sulejmání a Abu Mahdi al-Muhandis byli zabiti 3. ledna 2020 při své cestě automobilem v konvoji na silnici vedoucí od mezinárodního letiště Bagdád. po příletu ze Sýrie. Několik raket vystřelených z bezpilotního letadla zasáhlo konvoj a 10 lidí zemřelo. Podle kanceláře iráckého velkoájatolláha Ali Sistaniho mezi nimi bylo několik velitelů, kteří měli zásluhy na vítězství proti teroristům tzv. Islámského státu.
Ministerstvo obrany Spojených států amerických vydalo prohlášení, v němž se uvádí, že americký útok byl proveden „na pokyn prezidenta“ a měl odradit budoucí útoky. Trump tvrdil, že Sulejmání plánoval další útoky na americké diplomaty a vojenský personál a schválil útoky na americké velvyslanectví v Bagdádu.

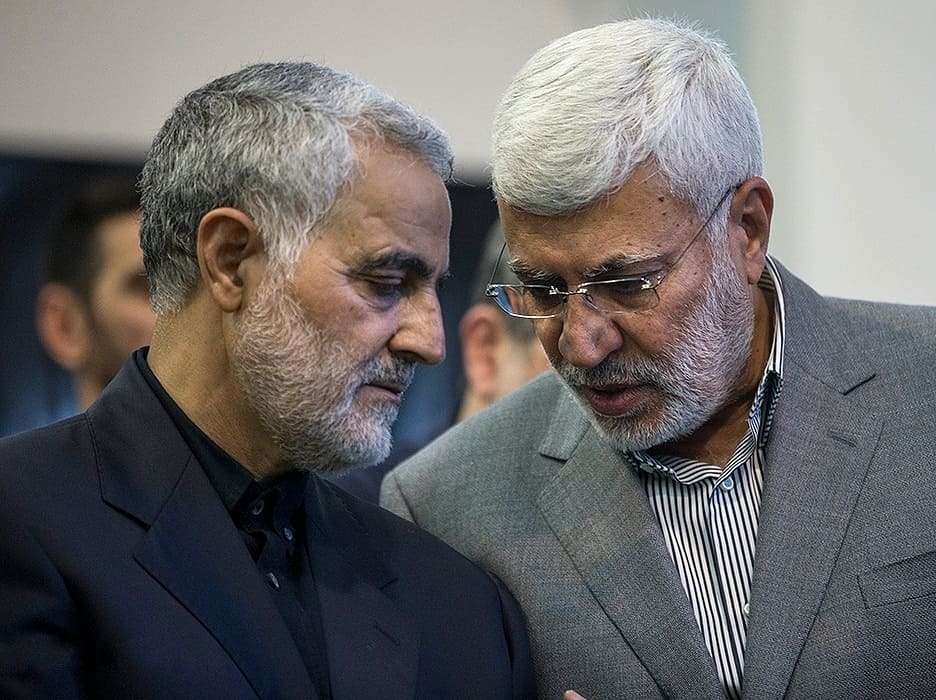
Kásim Sulejmání (vlevo) a Abu Mahdi al-Muhandis (vpravo) byli mezi zabitými.

Tělo Kásima Sulejmáního bylo identifikováno díky prstenu, který měl na sobě. Ahmed Al Asadi, mluvčí lidových mobilizačních sil, potvrdil úmrtí Sulejmáního a Muhandise.
Íránské revoluční gardy uvedly, že bylo zabito celkem deset lidí. Spolu se Sulejmáním to byli také další čtyři důstojníci IRGC: brigádní generál Hossein Pourjafari, plukovník Shahroud Mozafarinia, major Hadi Taremi a kapitán Vahid Zamanian. Zbývajících pět obětí byli členové PMU: zástupce velitele této organizace Abú Mahdí al-Muhandis, vedoucí protokolu a Public Relations Muhammed Reza al-Jaberi, Mohammad al-Shibani, Hassan Abdul Hadi a Heydar Ali.

### Pohřeb Sulejmáního
4. ledna 2020 se v íránské provincii Karmán konal pohřební průvod na počest zabitého generála Sulejmáního. Zúčastnil se ho velký počet truchlících, kteří skandovali „smrt Americe, smrt Izraeli“. Přitom zemřelo v důsledku ušlapání 56 lidí a více než 200 osob se zranilo. Samotný pohřeb byl poté odložen.

## Následky útoku na Sulejmáního

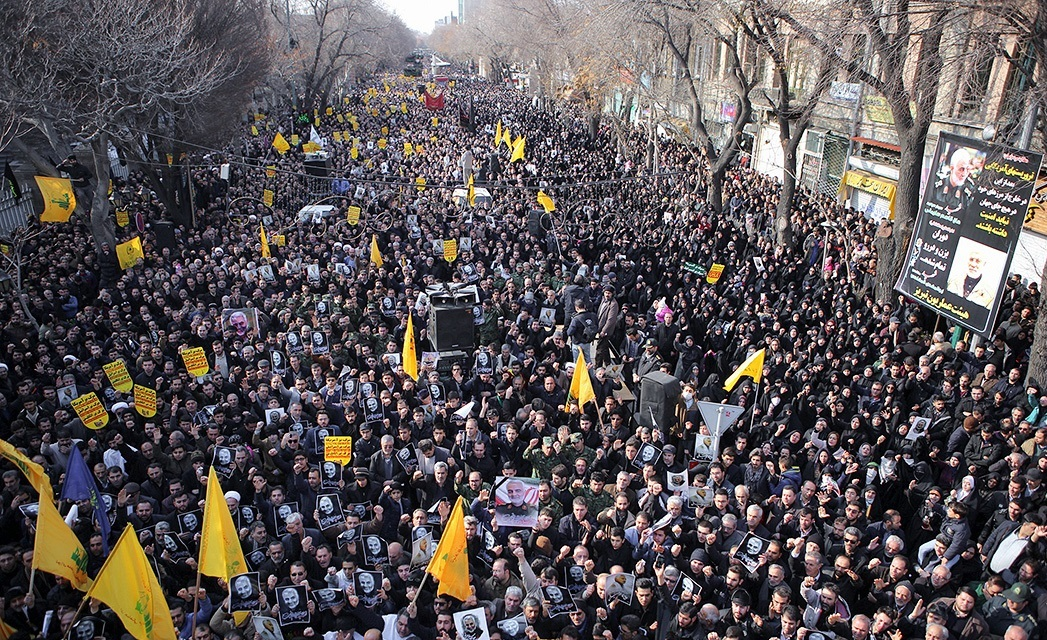
Demonstrace v Íránu

Útok vyvolal napětí mezi Spojenými státy a Íránem. Mluvčí íránské vlády uvedl, že nejvyšší bezpečnostní orgán této země uspořádá v brzké době mimořádnou schůzku, aby projednal „trestný čin útoku“.
Globální ceny ropy vzrostly po útoku o více než čtyři procenta.
Dne 3. ledna 2020 americká ambasáda v Bagdádu vyzvala v Iráku pobývající Američany, aby okamžitě opustili tuto zemi. Následující den Spojené království varovalo své státní příslušníky, aby se vyhnuli veškerému cestování do Iráku, mimo oblast Kurdistánu, a aby kromě naprosto nezbytných cest nejezdili do Íránu.
Írán provedl v noci 8. ledna 2020 raketový útok na dvě americké základny v Iráku. Tyto rakety však nikoho nezabily ani nezranily a také materiální škody nebyly velké. Přitom bylo v Íránu samotném uveřejněno nepravdivé tvrzení, že při těchto útocích bylo zabito 80 lidí (či přímo Američanů) a základny byly zničeny.
Trumpovo tvrzení o žádných mrtvých a zraněných amerických vojácích při íránském raketovém útoku se však později také ukázalo jako ne zcela pravdivé. Zabit nebyl žádný americký voják, ale podle zpráv bylo 11 vojáků zraněno.
Spojené státy a jmenovitě prezident Trump poté vydali prohlášení, že zatím neprovedou žádnou odvetu. Podle zpráv informovala íránská diplomacie ještě před útokem iráckou vládu o úmyslu zaútočit raketami. Americké síly v Iráku měly kromě toho zavčas i vlastní informace o íránském plánu, takže mohly zajistit, že americké jednotky neutrpěly při výbuších žádné ztráty na životech.